# بیتاون (کامیونیتی)، ویسکانسین
بیتاون (به انگلیسی: Beetown) یک منطقهٔ مسکونی در ایالات متحده آمریکا است که در بیتاون واقع شده‌است. بیتاون ۲۴۶٫۸۹ متر بالاتر از سطح دریا واقع شده‌است.